# Herøya (Telemark)

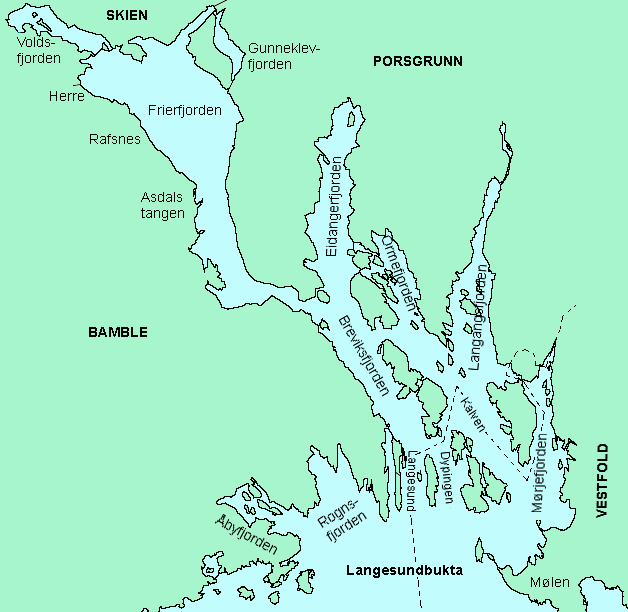
Halbinsel Herøya im Nord des Frierfjords, an der Mündung der Skienselva

Herøya ist der Name einer norwegischen Halbinsel auf dem Gebiet der Stadt Porsgrunn in der Provinz Telemark. Sie wird vom Frierfjord im Westen und vom Gunneklevfjord im Osten umfasst; der Fluss Skienselva mündet hier. Der Name der Halbinsel (wörtlich etwa: „Haseninsel“) leitet sich von den wilden Hasen ab, die hier früher in großer Zahl gelebt haben sollen. Heute gilt Herøya als größter Industriestandort Norwegens.
Auf einem Gelände, auf dem sich zuvor nur einige Bauernhöfe befunden hatten, errichtete der Konzern Norsk Hydro im Jahr 1929 nach nur 16 Monaten Bauzeit eine große Kunstdüngerfabrik und einen Hafen zur Verschiffung von Kalksalpeter. Das Werk wird seit 2004 von der ehemaligen Hydro-Tochter Yara betrieben.
Nach der Okkupation Norwegens im April 1940 hatte die deutsche Besatzungsmacht Pläne, auf Herøya Aluminium- und Magnesiumfabriken anzusiedeln. Die sich im Bau befindlichen, fast vollendeten Anlagen wurden bei einem Bombardement der Alliierten am 24. Juli 1943 komplett zerstört, 55 Arbeiter ließen dabei ihr Leben.
Zu Beginn der 1950er Jahre griff Hydro die alten Pläne auf und baute eine Magnesiumfabrik auf Herøya, die 2002 zu einem modernen Schmelzwerk für Altmetallrecycling umgerüstet wurde. Seit 1951 produziert Hydro auch PVC auf Herøya.
Heute sind auf einem 1,5 km² großen Areal 30 Firmen aktiv, die überwiegend zum Hydro-Konzern gehören. Unter anderem hat die zentrale Forschungsabteilung der Firma mit 350 Mitarbeitern ihren Sitz auf der Halbinsel. Insgesamt arbeiten derzeit ca. 2700 Menschen auf Herøya.